# シャトー＝ベルナール
シャトー＝ベルナール（仏: Château-Bernard）は、フランスのオーヴェルニュ＝ローヌ＝アルプ地域圏、イゼール県に属するコミューン。
主な産業は畜産・観光・林業。

## 地理
県都グルノーブルから南西に25kmほどいった、県南部の山岳地帯に位置する。ヴェルコール地域自然公園に指定されており、南西から北東に川が流れ、そこから競りあがるようにして両側に高いところで2000m級の山々が連なる。村落は標高1000mほどの斜面に築かれている。北東でサン＝マルタン＝ド＝ラ＝クリューズと、南東でサン＝ギヨームと、南西でサンダンデオルと、北西でコロンソン＝アン＝ヴェルコールとそれぞれ接する。

## 行政
- 首長 - フレデリク・ピュイサ（Frédérique Puissat、国民運動連合（UMP）所属） モネスティエ＝ド＝クレルモン小郡自治体間連合代表、UMPイゼール県支部幹事

議会は首長も含めて11人で構成される。

## 人口の推移[1]
| 1962年 | 1968年 | 1975年 | 1982年 | 1990年 | 1999年 | 2006年 | 2007年 |
| ------ | ------ | ------ | ------ | ------ | ------ | ------ | ------ |
| 125    | 107    | 147    | 131    | 134    | 168    | 265    | 279    |

## 観光スポット
- 聖ローラン教会